# Rožmitál na Šumavě
Rožmitál na Šumavě (deutsch Rosenthal im Böhmerwald) ist eine Gemeinde in Tschechien. Sie liegt neun Kilometer südwestlich von Kaplice und gehört zum Okres Český Krumlov.

## Geographie

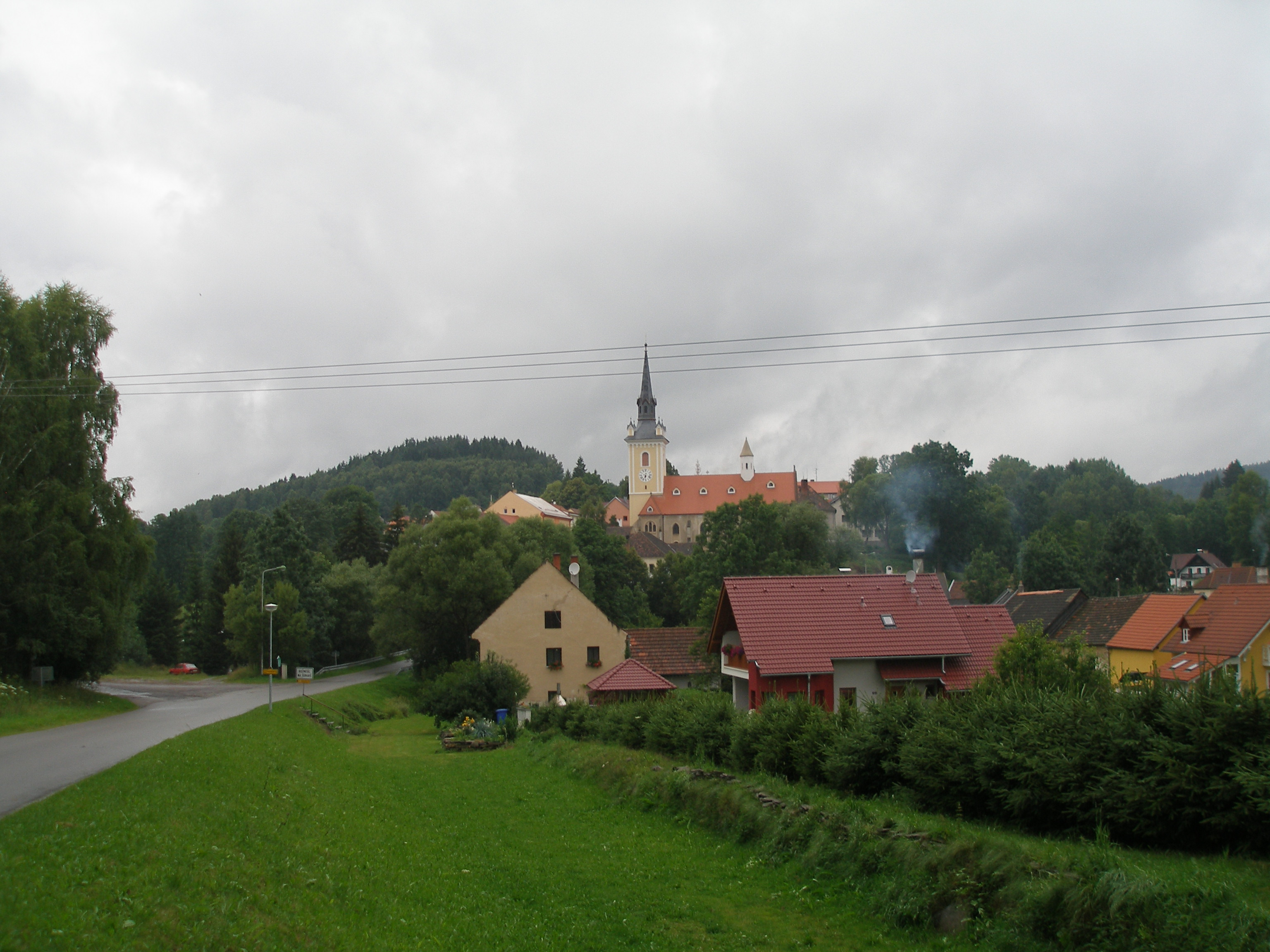
Ortsansicht

Rožmitál na Šumavě liegt östlich des Moldautals im Vorland des Böhmerwaldes im Tal des Rožmitálský potok an der Einmündung des Močeradský potok. Östlich erhebt sich der Hausberg des Ortes, der 752 m hohe Jelínka.
Nachbarorte sind Močerady im Norden, Michnice, Přibyslav und Bujanov im Osten, Hněvanov im Süden sowie Čeřín im Nordwesten.

### Gemeindegliederung
Rožmitál na Šumavě besteht aus den Ortsteilen Čeřín (Ziering), Hněvanov (Liebesdorf), Michnice (Michnitz), Rožmitál na Šumavě und Zahrádka (Haag) sowie die Weiler Jistebník (Stömnitz), Močerady (Muscherad), Sedlíkov (Zettlesreith) und Vyšší Hodonice (Hodenitz). Auf den Fluren befinden sich die Wüstungen Havlov (Hablesreith), Hora (früher Harachy), Kvásov (Puritschen), Koryta (Nirschlern), Nebrohov ( Piesenreith), Přední Kruhová (Oppach), Rojov (Roiden), Skupečne (Moresdorf),  Třešňovice (Kirschbaum) und Zadní Kruhová (Scheiben). Grundsiedlungseinheiten sind Čeřín, Hněvanov, Jistebník, Koryta, Michnice, Močerady, Rožmitál na Šumavě und Zahrádka.
Das Gemeindegebiet gliedert sich in die Katastralbezirke Čeřín, Hněvanov, Koryta u Hněvanova, Rožmitál na Šumavě und Zahrádka.

### Nachbargemeinden
| Větřní               | Přídolí, Věžovatá Pláně                     | Střítež u Kaplice |
| Malšín               | Kompassrose, die auf Nachbargemeinden zeigt | Omlenice, Bujanov |
| Rožmberk nad Vltavou | Dolní Dvořiště                              |                   |

## Geschichte
Rosental wurde im Zuge der Kolonisation des Böhmerwaldvorlandes gegründet und erstmals am 23. Mai 1259 in einer in Moldautein ausgestellten Urkunde des Prager Bischofs Johann erwähnt, als dieser das von Wok von Rosenberg dem Kloster Hohenfurth geschenkte Patronat über die Kirche von Rosenthal bestätigte. Es war im Besitz der Rosenberger, die es 1380 zu einem Mediatstädtchen erhoben.
1420 zogen die Hussiten unter Chval von Machovice durch und lagerten auf dem Žižkův kopec. Um 1550 begann der Silberbergbau in der Grube St. Andreas.
Nach dem Zweiten Weltkrieg wurde die deutsche Bevölkerung enteignet und vertrieben.
Bis zum 20. Jahrhundert existierte in dem Städtchen eine Brauerei.

## Sehenswürdigkeiten
- Die bereits 1259 erwähnte Kirche Mariä Himmelfahrt wurde 1770 und 1909 umgebaut.
- Barockstatuengruppe mit den hll. Johannes von Nepomuk, Florian und Sebastian auf dem Marktplatz.
- Statue des böhmischen Landesheiligen Johannes Nepomuk in Michnice.
- Ruine der Kapelle Mariahilf auf dem Jelínka, erbaut 1732–33 an der Stelle eines Vorgängerbaus von 1650, zerstört nach 1970 durch Vandalismus.
- Haus Nr. 39 mit Wirtschaftshof

## Söhne und Töchter der Gemeinde
- Valentin Schmidt (1863–1927), Historiker und Archivar des Klosters Hohenfurth